# Programa 5S + 3
O Programa 5S + 3 é uma metodologia de administração, desenvolvida a partir do Programa 5s, que busca estruturar o trabalho de forma metódica por meio de um processo de reeducação, que busca a sensibilização e mobilização dos colaboradores na criação e manutenção de um ambiente de trabalho saudável e produtivo.

## Aplicação
Promove a mudança de hábitos e comportamentos mediante a reflexão das pessoas acerca dos recursos disponíveis, contribuindo para o combate aos desperdícios e sem requerer investimentos significativos.

## Origem
O cenário econômico mundial tem-se alterado muito rapidamente, e na era da competitividade determinados valores, relegados a um segundo plano por sua simplicidade, estão sendo resgatados como elemento diferenciador de competitividade. Dentre eles está o modelo 5S, que na verdade não é tão novo assim, principalmente para o mundo oriental, pois o Japão já o utiliza desde a década de 1960.
Embora muito simples, foi um dos elementos facilitadores para a recuperação da economia daquele país, sendo a base para implantação dos sistemas de qualidade, que deram aos produtos japoneses o padrão de qualidade que possuem atualmente.

## Componentes
1. Seiri (utilização, descarte e seleção).
2. Seiton (sistematização, ordenação e arrumação).
3. Seisou (limpeza).
4. Seiketsu (asseio, saúde e higiene).
5. Shitsuke (autodisciplina, educação e comprometimento).
6. Shikari Yaro (determinação e união).
7. Shido (educação, formação profissional e treinamento).
8. Setsuyaku (economia e combate aos desperdícios).